# Amplituner

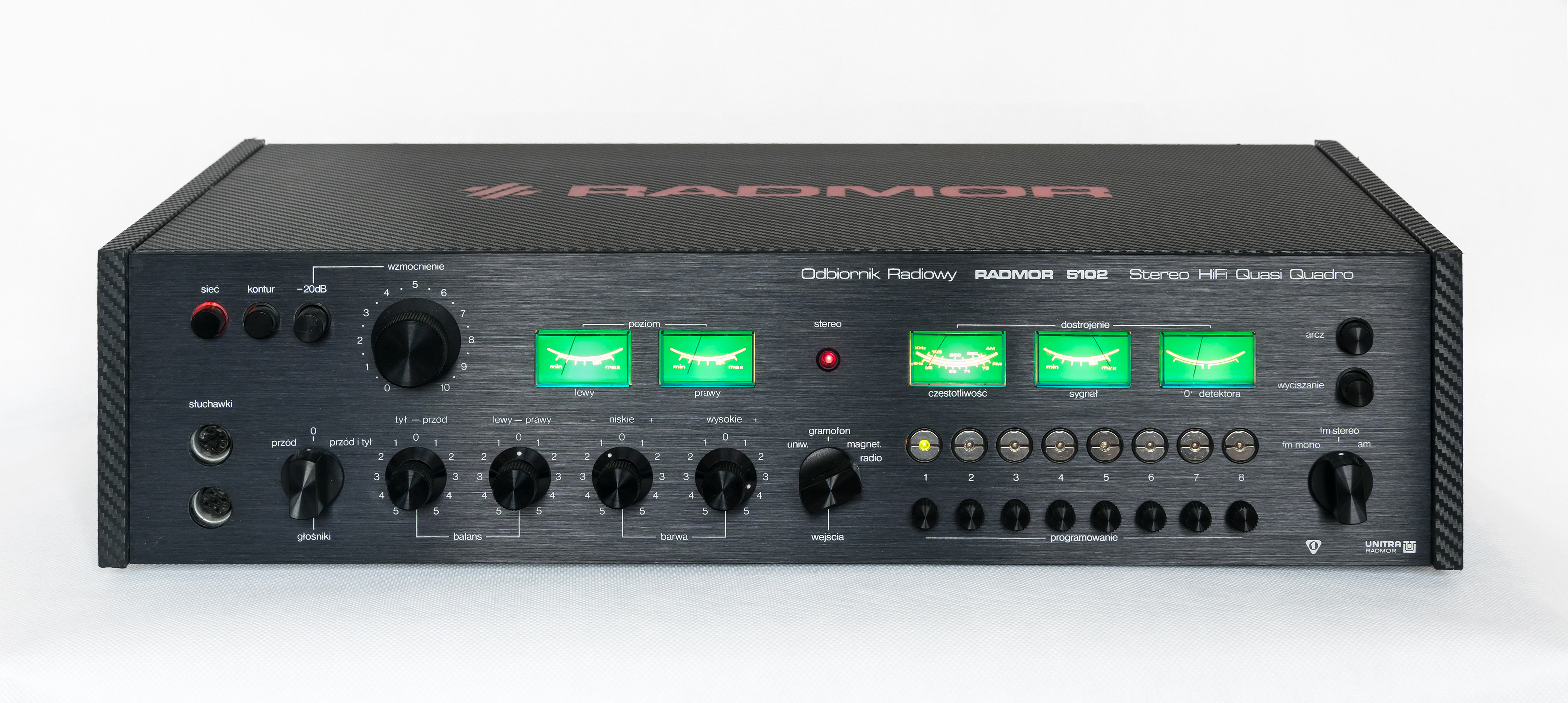
Amplituner Radmor 5102

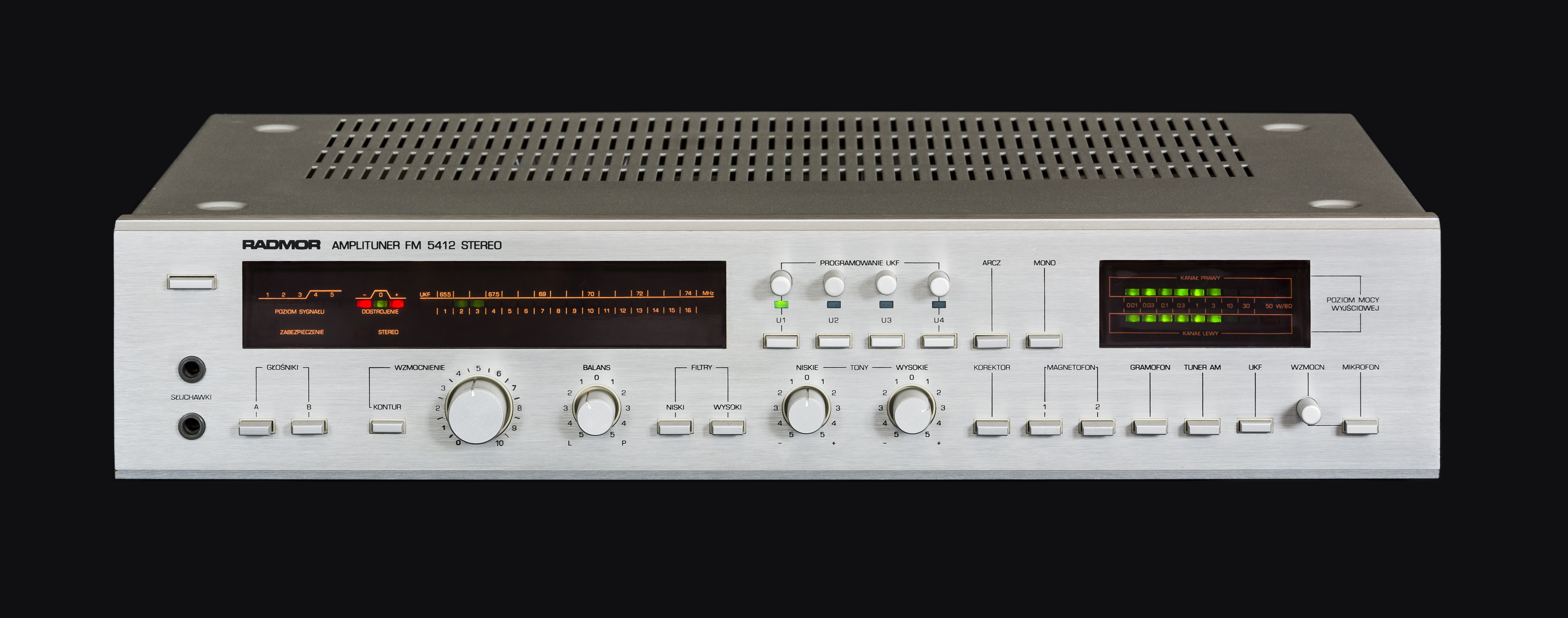
Amplituner Radmor 5412

Amplituner – połączenie wzmacniacza elektroakustycznego (ang. amplifier) i odbiornika radiowego (ang. tuner) we wspólnej obudowie i zazwyczaj o wspólnym zasilaczu.
W amplitunerze wyodrębnia się następujące elementy składowe:
1. tuner (na ogół analogowy)
  - część odbiorcza wysokiej częstotliwości (wzmacniacz częstotliwości), ze stopniem przemiany
  - wzmacniacz pośredniej częstotliwości
  - dekoder stereofoniczny
2. wejścia/wyjścia
  - analogowe wejścia RCA
  - cyfrowe wejścia SPDIF
  - gniazdo antenowe
  - wyjścia głośnikowe
3. dekodery audio
  - Dolby ProLogic I/II/IIx
  - DTS Neo:6
  - Dolby Digital i DTS
  - ewentualny procesor dźwięku (DSP)
4. wzmacniacz
  - przedwzmacniacz napięciowy z regulacją głośności i barwy dźwięku oraz z gniazdami wejściowymi i wyjściowymi dla sygnałów innych źródeł dźwięku.
  - opcjonalnie korektor graficzny (equalizer)
  - wzmacniacz mocy (końcowy) z zabezpieczeniami i gniazdami wyjściowymi dla zestawów głośnikowych
5. zespół zasilaczy
  - stabilizowanych dla tunera i przedwzmacniacza
  - niestabilizowanych dla wzmacniacza mocy

Amplituner stanowi podstawowy element prostszych zestawów muzycznych. Zawiera on zestaw gniazd wejściowych i wyjściowych. Wejściowe to gniazda do podłączenia innych źródeł dźwięku, takich jak magnetofon, gramofon, odtwarzacz CD i ewentualnie wejście mikrofonowe oraz uniwersalne. Do wyjściowych należą gniazda do przyłączenia zespołów głośnikowych oraz urządzeń zapisujących, takich jak magnetofon.
W zestawach muzycznych wyższej klasy dąży się do rozdzielenia tunera i wzmacniacza. Rozdziela się nawet wzmacniacz, umieszczając wzmacniacz końcowy w zespołach głośnikowych. Są to tzw. aktywne zespoły głośnikowe.
Istnieją również zaawansowane amplitunery wysokiej klasy, których jakość nie odbiega od zestawów rozdzielonych (a w niektórych przypadkach jakość jest lepsza). W takich amplitunerach zazwyczaj izoluje się od siebie moduły aby nawzajem się nie zakłócały. Szczególnie dotyczy to izolacji od siebie transformatorów, modułu odbiornika radiowego, samego wzmacniacza i ewentualnych układów wideo.